# Drew Forsyth
Drew Forsyth (...) è un batterista statunitense di genere rock, famoso per essere stato il primo percussionista della band hard rock Quiet Riot.
Con questo gruppo pubblicò nel 1978 e nel 1979 rispettivamente gli album Quiet Riot e Quiet Riot II, per poi abbandonare la band dopo queste pubblicazioni.

## Discografia
- 1978 - Quiet Riot
- 1979 - Quiet Riot II